# Poko (territorium)
Poko är ett territorium i Kongo-Kinshasa. Det ligger i provinsen Bas-Uele, i den nordöstra delen av landet, 1 500 km nordost om huvudstaden Kinshasa.